# Ethel i Julius Rosenbergowie

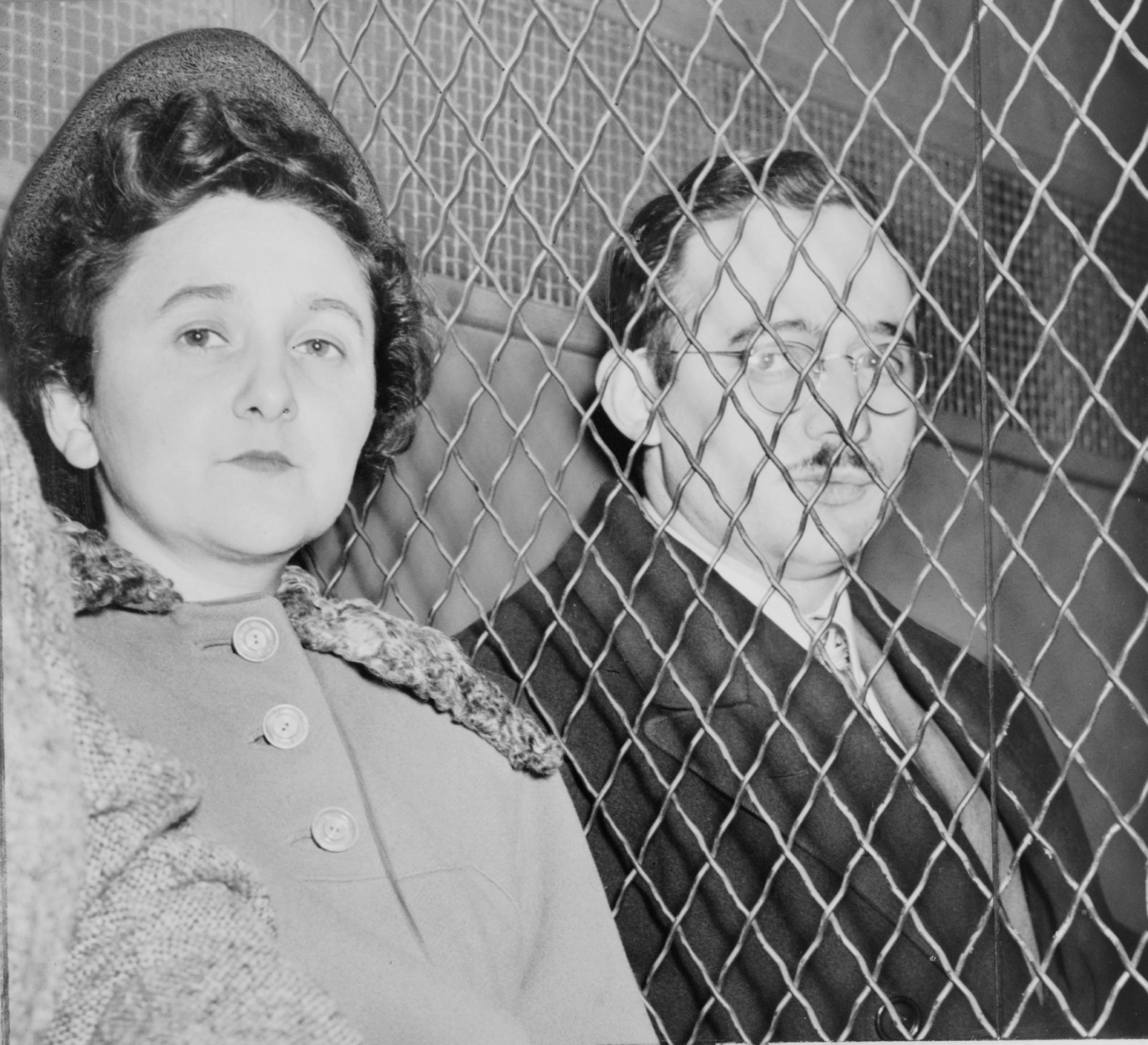
Ethel i Julius Rosenbergowie w czasie procesu sądowego

Ethel Greenglass Rosenberg (ur. 28 września 1915, zm. 19 czerwca 1953, w więzieniu Sing-Sing w Stanach Zjednoczonych) i Julius Rosenberg (ur. 12 maja 1918, zm. 19 czerwca 1953 w Sing-Sing) – amerykańskie małżeństwo, związane z Partią Komunistyczną Stanów Zjednoczonych, oskarżone, osądzone i skazane na śmierć za szpiegostwo na rzecz Związku Radzieckiego i przekazywanie radzieckim agentom tajemnic dotyczących broni jądrowej.
Zarzuty zostały postawione Rosenbergom na podstawie materiałów zebranych przez projekt Venona, przede wszystkim – przez zespół kobiet pracujących w kontrwywiadzie amerykańskim pod kierownictwem Angeline Nanni. Rosenbergowie zostali aresztowani w 1950 i skazani w 1951. Małżeństwo do końca utrzymywało o swojej niewinności. Ethel, której proponowano mniejszą karę w zamian za przyznanie się do winy, nie zgodziła się. Wyrok śmierci na krześle elektrycznym wykonano w więzieniu Sing-Sing. Osierocili dwóch synów – Michaela i Roberta.

## Kwestia skali winy małżonków
Proces małżeństwa Rosenbergów wywołał protesty lewicowej części światowej opinii publicznej (także w krajach niekomunistycznych), częściowo podsycane przez sowiecki wywiad; we Francji jednak niezależnie od strony politycznej czołowe gazety sprzeciwiały się wykonaniu wyroku.
W 1995 roku CIA ujawniła meldunki sowieckiego wywiadu na temat roli Rosenbergów, a w 1997 roku dawny oficer tego wywiadu i rezydent radziecki w Waszyngtonie Aleksander Fieklisow przyznał, że Julius Rosenberg był jego agentem. Według Fieklisowa, Julius Rosenberg był jego najbardziej oddanym i cennym źródłem, dostarczając mu tysięcy ściśle tajnych raportów z przedsiębiorstwa Emerson Electric Manufacturing Co (w owym przedsiębiorstwie jako mechanik pracował Dawid Greenglass, brat Ethel), w tym kompletny zapalnik zbliżeniowy (ang. proximity fuse). Taki zapalnik został użyty przez Związek Radziecki przy zestrzeleniu rakietą S-75 samolotu U-2 pilotowanego przez Francisa Gary’ego Powersa. Pod kierownictwem Fieklisowa, Julius Rosenberg zwerbował dla KGB kilku innych agentów, m.in. Joela Barra, Al Saranta, Williama Perla i Mortona Sobella. Także w swojej autobiografii Nikita Chruszczow potwierdził, że Rosenbergowie przyczynili się do przyśpieszenia prac nad sowieckim projektem atomowym.
Feklisow podkreślał jednak, że małżeństwo Rosenbergów było tylko pośrednikami w przekazywaniu tajemnic dotyczących bomby atomowej – same dokumenty dotyczące bomby przekazywał im inny komunista, emigrant z Niemiec, fizyk Klaus Fuchs, który uczestniczył w pracach nad projektem „Manhattan” i został zdemaskowany przez brytyjski wywiad i skazany na 14 lat więzienia.
Nie ma zgody wśród historyków co do skali winy Rosenbergów. Ponadto zachodni historycy są zgodni co do tego, że ich proces był skażony licznymi nieprawidłowościami sądowymi i prawnymi oraz że nie powinni oni być skazani na karę śmierci.

## W kulturze masowej
W kulturze masowej sprawa Rosenbergów została poruszona między innymi w powieści pod tytułem Szklany klosz Sylvii Plath, oraz w opowiadaniu pod tytułem Wielki strach Marka Hłaski. Postać Ethel pojawia się również w dramacie teatralnym Tony’ego Kushnera Anioły w Ameryce oraz w dramacie Leona Kruczkowskiego Juliusz i Ethel.
Wątek Rosenbergów zostaje przywołany w piatym odcinku pierwszego sezonu wyprodukowanego przez CBS Przystanku Alaska, gdzie Joel Fleichman, lekarz żydowskiego pochodzenia zostaje oskarżony przez kilku mieszkańców Cicily o udział w żydowsko-komunistycznym spisku, jak interpretowana jest przez nich epidemia grypy nawiedzająca miasteczko. Wyrażając swój brak zaufania wobec lekarza, jedna z uczestniczek zebrania w miejscowym kościele zarzuca mu, iż uczestniczył w symbolicznych zgromadzeniach solidarnościowych organizowanych przez społeczności żydowskie i inne w związku ze sprawą Rosenbergów. 